# Coelorinchus quincunciatus
Coelorinchus quincunciatus és una espècie de peix de la família dels macrúrids i de l'ordre dels gadiformes.

## Hàbitat
És un peix bentopelàgic i marí d'aigües tropicals que viu entre 198-296 m de fondària.

## Distribució geogràfica
Es troba a les Filipines.